# Мостоукладчик

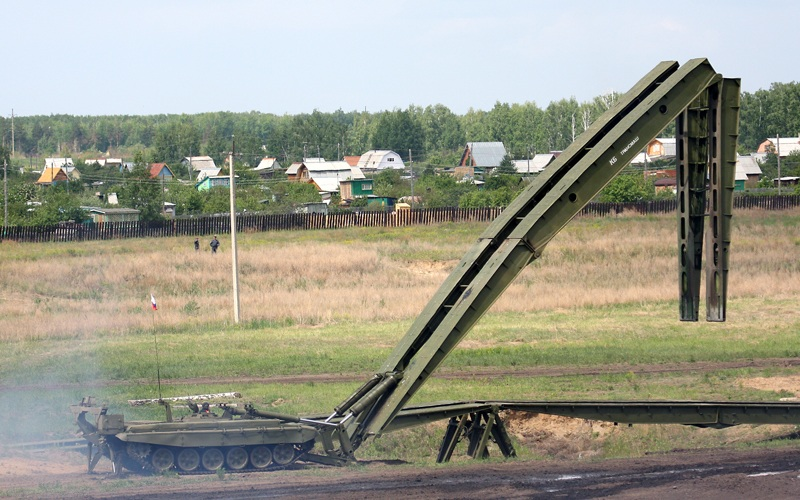
Танковый мостоукладчик МТУ-90 во время укладки моста.

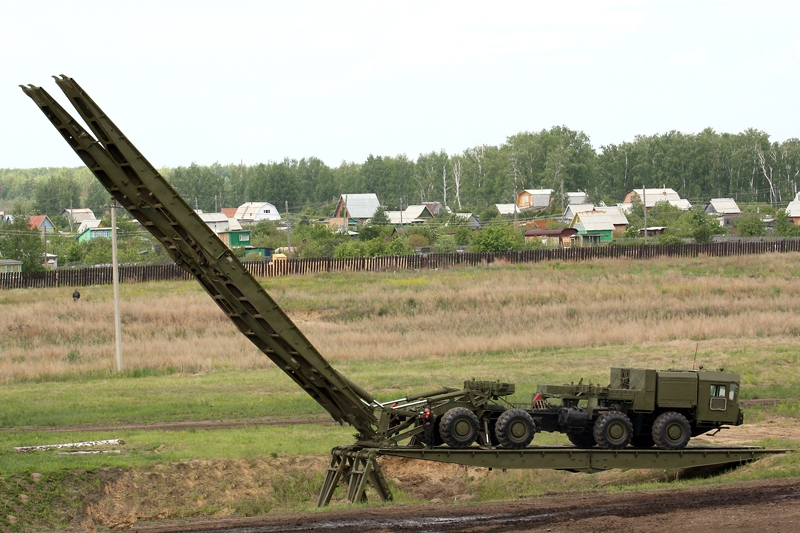
Автомобильный мостоукладчик ТММ-6 во время укладки моста.

Мостоукладчик — это шасси боевой машины или транспортного средства, оборудованное механизмами и устройствами для транспортирования, установки на преграде и снятия с неё мостовой конструкции или мостового блока.
По классификации инженерных войск мостоукладчики относятся к механизированным мостам средств преодоления водных преград. В зависимости от базовой машины мостоукладчики подразделяются на танковые (специальный танк) и автомобильные. При необходимости мостоукладчики могут дополнять понтонные парки и образуют комбинированные мосты.

## Танковые мостоукладчики
Танковые мостоукладчики предназначены для многократной установки однопролётных мостов на препятствие для обеспечения продвижения танковых и иных формирований. Грузоподъемность наводимых мостов обеспечивает пропуск по ним всех вооружений и военной техники, время их установки составляет две — три минуты, после пропуска обеспечиваемых формирований они снимаются с препятствия. К танковым мостоукладчикам относятся: ИТ-28, МТУ, МТУ-55, МТУ-20, МТУ-72, МТУ-90.

## Автомобильные мостоукладчики
Автомобильные мостоукладчики комплекта КММ, на шасси ЗИЛ-157Е, который был разработан, в 1959 году, на Калининградском заводе «Стройдормаш» для замены автомобильных мостоукладчиков моста, образца 1957 года, на шасси ЗИС-151 и после завершения испытаний принят на вооружение инженерных войск Вооруженных Сил СССР.
Автомобильные мостоукладчики предназначены для сборки многопролётных мостов. К автомобильным мостоукладчикам относятся шасси комплектов КММ, ТММ, ТММ-3, ТММ-6 и других.